# 石上駅
石上駅（いしがみえき）は、神奈川県藤沢市鵠沼橘一丁目にある、江ノ島電鉄の駅。駅番号はEN02。

## 歴史
- 1920年（大正9年）4月1日：高砂駅（たかすなえき）として開業（1902年から1944年までの石上停車場は北方に別にあった）。
- 1944年（昭和19年）6月30日：戦時中閉鎖。
- 1950年（昭和25年）7月15日：石上駅に改称して再開。

## 駅構造
単式ホーム1面1線を有する地上駅で、終日無人駅である。PASMOなどの交通系ICカード簡易型改札機やタッチ決済・QR決済のリーダー機が設置されている。2007年初頭に階段がスロープに改築されバリアフリーになった。スロープ下には、自動券売機の小屋が設置されている。トイレなどの施設は無い。

## 利用状況
2021年（令和3年）度の1日平均乗降人員は611人であり、江ノ電全15駅の中で最も乗降人員が少ない。
近年の1日平均乗降・乗車人員推移は下記の通り。
| 年度               | 1日平均 乗降人員 | 1日平均 乗車人員 | 出典     |
| ------------------ | ---------------- | ---------------- | -------- |
| 1995年（平成07年） |                  | 264              | [ * 1 ]  |
| 1998年（平成10年） |                  | 247              | [ * 2 ]  |
| 1999年（平成11年） |                  | 241              | [ * 3 ]  |
| 2000年（平成12年） |                  | 235              | [ * 3 ]  |
| 2001年（平成13年） |                  | 230              | [ * 4 ]  |
| 2002年（平成14年） | 626              | 246              | [ * 5 ]  |
| 2003年（平成15年） | 572              | 216              | [ * 6 ]  |
| 2004年（平成16年） | 568              | 209              | [ * 7 ]  |
| 2005年（平成17年） | 561              | 194              | [ * 8 ]  |
| 2006年（平成18年） | 470              | 186              | [ * 9 ]  |
| 2007年（平成19年） | 490              | 148              | [ * 10 ] |
| 2008年（平成20年） | 500              | 133              | [ * 11 ] |
| 2009年（平成21年） | 496              | 125              | [ * 12 ] |
| 2010年（平成22年） | 465              | 117              | [ * 13 ] |
| 2011年（平成23年） | 461              | 110              | [ * 14 ] |
| 2012年（平成24年） | 638              | 318              | [ * 15 ] |
| 2013年（平成25年） | 648              | 330              | [ * 16 ] |
| 2014年（平成26年） | 678              | 345              | [ * 17 ] |
| 2015年（平成27年） | 704              | 358              | [ * 18 ] |
| 2016年（平成28年） | 742              | 377              | [ * 19 ] |
| 2017年（平成29年） | 750              | 384              | [ * 20 ] |
| 2018年（平成30年） | 771              | 394              | [ * 21 ] |
| 2019年（令和元年） | 739              | 379              | [ * 22 ] |
| 2020年（令和02年） | 510              | 264              | [ * 23 ] |
| 2021年（令和03年） | 611              | 316              | [ * 24 ] |
| 2022年（令和04年） |                  | 355              | [ * 25 ] |

## 駅周辺
住宅地が広がっている。
- 藤沢合同庁舎
- 藤沢市民会館
- 秩父宮記念体育館
- 藤沢メディカルセンター（保健所）
- 藤沢市南市民図書館
- 藤沢市立鵠沼中学校
- 藤沢橘通郵便局

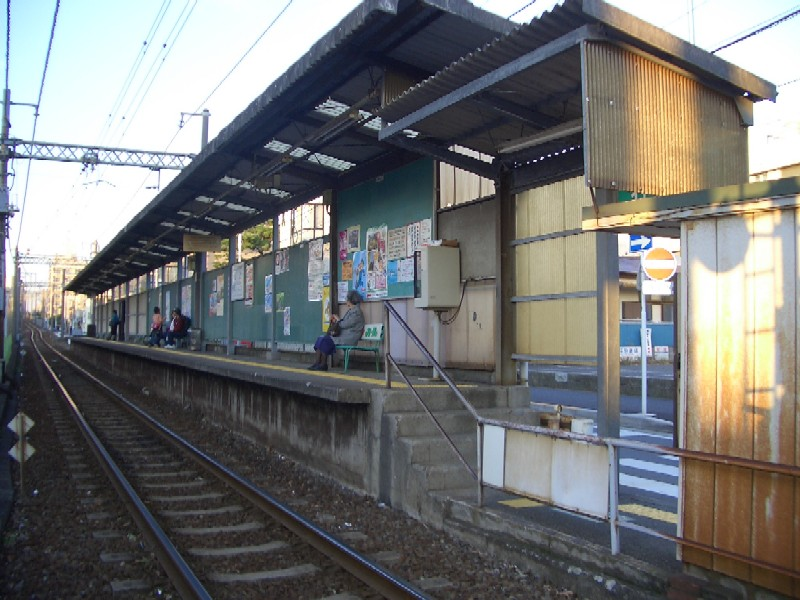
鎌倉方の踏切からホームを望む（2004年10月）

開業時から1933年（昭和8年）まで、駅近くに江ノ電の発電所があった。昭和50年代に跡地にマンションが造られているが、建設工事のときには多数の煉瓦、トランスや煙突の基礎が発見された。

### バス路線
駅西側徒歩3分程の橘通り上に設置されている「郵便局前」が最寄りバス停。江ノ電バスによる運行。
- F5 - 藤沢駅南口行 ／ 高根行

## 隣の駅
江ノ島電鉄
 江ノ島電鉄線
藤沢駅 (EN01) - 石上駅 (EN02) - 柳小路駅 (EN03)